# Michael Bornehav
Michael Bornehav, född 21 juni 1962, är en svensk fotbollstränare. Han var fram till 2005 tränare för Linköpings FC, och blev uppmärksammad då han förbjöd spelarna att gå på krogen under säsongen.
Bornehav startade 2012 föreningen Stångebro United, som varit framgångsrik inom ungdomsfotbollen men även kritiserats för höga avgifter och bristande redovisning.